# کیاشار
کیاشار (انگلیسی: Kyashar) که قله ۴۳ و تانگاتسه نیز نامیده می‌شود، قله‌ای با ارتفاع ۶۷۶۹ متر است که در منطقه خومبو در نپال قرار دارد. این قله در شرق نمچه بازار و در محلی موسوم به هینکو هیمال و در پارک ملی ماکالو-بارون واقع شده است.
در شمال قله کیاشار، کوه کانگتگا با ارتفاع ۶۷۸۳ متر، در جنوب آن کوسوم کانگورو با ارتفاع ۶۳۶۷ متر و قله مرا پیک نیز با ارتفاع ۶۴۷۶ متر در جنوب شرقی آن قرار دارند.
قله کیاشار از طریق یک خط‌الرأس کوهستانی به قله کانگتگا متصل می‌شود و یخچال کیاشار در دامنه‌های غربی آن قرار دارد.
کیاشار تا سال ۱۹۸۳ به نام قله ۴۳ نامیده می‌شد. در این سال دولت نپال نام‌گذاری کوه‌ها و سایر مکان‌های جغرافیایی را انجام داد تا تعداد زیادی از نام‌های غربی را از نقشه پاک کند و بدین ترتیب این قله از سال ۱۹۸۳ کیاشار نامیده می‌شود. نام سوم این قله تانگاتسه است. در سطح محلی نیز نام قله چارپاته به معنای «مربع» است که توصیف خوبی از شکل قله کوه است.

## صعودها
قله کیاشار نخستین بار در ۱۸ اکتبر ۲۰۰۳ توسط سه کوهنورد به نام‌های بروس نورماند، آندریاس فرانک و سام برودریک صعود شد. مسیر صعود آنها از روی یال غربی و دیواره غربی به سمت قله منتهی می‌شد.
در ۱۱ نوامبر ۲۰۱۲، سه کوهنورد ژاپنی به نام‌های یاسوهیرو هاناتانی، هیرویوشی مانومه و تاتسویا آئوکی اولین صعود این کوه از روی ستون جنوبی را انجام دادند. این مسیر که به نام NIMA خوانده می‌شود (طول ۲۴۰۰ متر، + ED، درجه سختی 5.10a و M5) توسط این کوهنوردان به سبک آلپی صعود شد و آنها برای این صعود موفق به دریافت کلنگ طلایی شدند.